# 에드거 애블로위치
에드거 앨런 애블로위치(Edgar Allen Ablowich, 1913년 4월 29일 ~ 1998년 4월 6일)는 미국의 육상 선수로 1932년 로스앤젤레스 올림픽 1600m 릴레이에서 금메달을 획득하였다.
텍사스주 그린빌에서 태어나 서던캘리포니아 대학교에서 수학하였다. 올림픽에서 3분 08.2초의 세계 신기록과 우승한 미국 1600m 릴레이 팀에서 2번째 주자로 뛰었다.
육상 경력 후, 와이오밍 대학교에서 경영학 부교수가 되었다.
84세의 나이로 버지니아주 버지니아비치에서 사망하였다.